# إليزابيت كارلسون
إليزابيت كارلسون (بالسويدية: Elisabet Carlsson)‏ هي ممثلة سويدية، ولدت في 9 يناير 1968 في Östra Göinge Municipality ‏ في السويد.

## وصلات خارجية
- إليزابيت كارلسون على موقع IMDb (الإنجليزية)
- إليزابيت كارلسون على موقع قاعدة بيانات الأفلام السويدية (السويدية)
- إليزابيت كارلسون على موقع قاعدة بيانات الفيلم (الإنجليزية)